# Xiquexique gounellei
Xiquexique gounellei ist eine Pflanzenart in der Gattung Xiquexique aus der Familie der Kakteengewächse (Cactaceae). Das Artepitheton gounellei ehrt den französischen Entomologen Pierre-Émile Gounelle (1850–1914). Trivialnamen sind „Alastrado“, „Chique-Chique“, „Xique-Xique“ und „Xique-Xique das Pedras“.

## Beschreibung
Xiquexique gounellei wächst strauchig und nur selten baumförmig, verzweigt zahlreich aus einem Stamm und erreicht Wuchshöhen von 0,5 bis 4 Metern. Die aufrechten Triebe werden im Alter schief oder sogar waagerecht. Sie sind olivgrün, manchmal glauk und weisen Durchmesser von 3,7 bis 9 Zentimetern auf. Junge Triebe erscheinen in der Nähe der Spitze des Haupttriebes. Es sind 8 bis 15 Rippen vorhanden, die Querfurchen aufweisen. Die undurchsichtigen bis durchscheinenden Dornen sind goldfarben bis rötlich oder braun oder grau. Die 1 bis 10 aufsteigenden bis abstehenden Mitteldornen sind 1 bis 13 Zentimeter (selten bis 16 Zentimeter) lang. Die ausgebreiteten 10 bis 20 Randdornen liegen an der Oberfläche der Triebe an und sind 6 bis 30 Millimeter lang. Der blühfähige Teil der Triebe ist schwach bis stark ausgeprägt und befindet sich in der Nähe der Triebspitze. Die Blütenknospen sind vollständig von langen, seidigen Haaren umgeben.
Die trichterförmigen weißen Blüten sind 4 bis 9 Zentimeter lang und erreichen Durchmesser von 2,5 bis 6 Zentimetern. Die kugelförmigen bis niedergedrückt kugelförmigen Früchte weisen Durchmesser von 4,5 bis 6 Zentimetern auf, reißen an ihrer Basis oder in der Nähe der Spitze auf und enthalten ein magentafarbenes oder weißes Fruchtfleisch.

## Verbreitung, Systematik und Gefährdung
Xiquexique gounellei ist im Nordosten Brasiliens in der Caatinga-Vegetation weit verbreitet.
Die Erstbeschreibung als Pilocereus gounellei wurde 1897 von Frédéric Albert Constantin Weber veröffentlicht. Pâmela Lavor und Alice Calvente stellten die Art 2020 in die Gattung Xiquexique. Weitere nomenklatorische Synonyme sind Cephalocereus gounellei (F.A.C.Weber) Britton & Rose (1920), Cereus gounellei (F.A.C.Weber) Luetzelb. (1926), Pilosocereus gounellei (F.A.C.Weber) Byles & G.D.Rowley (1957) und Pseudopilocereus gounellei (F.A.C.Weber) Buxb. (1968).
Es werden folgende Unterarten unterschieden:
- Xiquexique gounellei subsp. gounellei
- Xiquexique gounellei subsp. zehntneri (Britton & Rose) Lavor & Calvente

In der Roten Liste gefährdeter Arten der IUCN wird die Art als „Least Concern (LC)“, d. h. als nicht gefährdet geführt.

## Nachweise